# Achatinella apexfulva
Achatinella apexfulva – gatunek lądowego ślimaka z rodziny Achatinellidae występującego wyłącznie na Hawajach, opisany w 1789 r. przez kpt. George’a Dixona. Gatunek krytycznie zagrożony wyginięciem na skutek sprowadzenia w 1955 r. na archipelag drapieżnego ślimaka z gatunku Euglandina rosea. Od 1997 r. hodowany w celu ochrony przed wymarciem, od tego czasu nie widywany na wolności. W 2019 r. ogłoszono śmierć ostatniego z hodowanych egzemplarzy, jedynego, który przeżył w końcu lat 1990. epidemię.